# Jacques Stoquart
Jacques Stoquart (Frameries, 10 april 1931 – 2 mei 2018), ook bekend onder het pseudoniem Lemasque, was een Belgische scenarist van stripverhalen. 

## Werk
Jacques Stoquart debuteerde in 1973 als scenarist. Hij schreef de scenario's voor de reeks Wen, die getekend werd door Eric en verscheen in Kuifje. Het jaar daarop werkte hij mee aan de scenario's van de strip Stany Derval van Mitacq, die verscheen in Robbedoes. Hiervoor gebruikte hij het pseudoniem Lemasque. Onder hetzelfde pseudoniem schreef hij mee aan het album Kaapvlucht in de reeks Natasja dat uit drie kortere verhalen bestaat.
In 1976 begon hij met tekenaar William Vance de reeks Ramiro.
Zijn belangrijkste samenwerking was met tekenaar René Follet. Voor hem schreef hij Ivan Zoerin, Steven Severijn, Edmund Bell, Jan Kordaat en De Ilias.
- Bibliothèque nationale de France: cb11925605v (data)
- International Standard Name Identifier: 0000 0000 7829 6770
- Nationale Bibliotheek van Tsjechië: xx0019614
- Nederlandse Thesaurus van Auteursnamen: 068957157
- Système universitaire de documentation: 027149714
- Virtual International Authority File: 85424402
- WorldCat: E39PBJgHbdRWhVW7QpjBpmM773